# Cratón de África Occidental

Cratón de África Occidental

El cratón de África Occidental es uno de los cinco cratones del zócalo precámbrico que constituyen la placa africana. Los otros componentes son el cratón del Kalahari, el cratón del Congo, el metacratón del Sahara y el cratón de Tanzania. El cratón del Kalahari consiste en dos cratones más pequeños separados por el cinturón del Limpopo: el cratón de Kaapvaal y el cratón de Zimbabue. Estas masas terrestres se unieron a finales del precámbrico y principios del paleozoico para formar el continente africano. Actualmente, los cratones están inactivos, pero hay indicios de que ha habido actividad volcánica en los bordes que ha afectado a 14 países de África Occidental.

## Emplazamiento y composición
El cratón de África Occidental está formado por la fusión de tres cratones arcaicos: Leo-Man-Ghana, Taoudeni y Reguibat. Los dos primeros se aproximaron hace 2.100 millones de años, y el cratón de Reguibat hace 2.000 millones. Las raíces combinadas de los cratones se hunden 300 km en el manto litosférico subcontinental.
Se extiende desde el Anti-Atlas, en Marruecos, hasta el golfo de Guinea, y está rodeado por cinturones orogénicos móviles más recientes al norte, al este y al oeste. Las rocas más antiguas son rocas metamórficas de 2900 y 2500 millones de años. En el Sahara están casi enteramente recubiertas por sedimentos del Fanerozoico (desde hace 540 millones de años hasta nuestros días). Más al sur, rocas recientes, volcánicas y sedimentarias, afloran en Ghana, en Costa de Marfil y en Sierra Leona, rodeadas por lechos sedimentarios aún más recientes.
El cratón de África Occidental se extiende por Marruecos, Argelia, Mauritania, Senegal, Gambia, Guinea-Bisáu, Guinea, Mali, Burkina Faso, Sierra Leona, Liberia, Costa de Marfil, Ghana, Togo y Benín.
Al sur del Anti-Atlas, que corona el cratón por el norte, este es relativamenbte llano, cubierto de desiertos o sabanas secas, salvo en las zonas próximas al Atlántico y el golfo de Guinea. Bajo la superficie, existen antiguas cuencas sedimentarias, como la cuenca de Taoudeni, que puede contener grandes reservas de petróleo y gas.
La parte meridional del cratón está interrumpida por los restos de volcanes erosionados, más jóvenes que el propio cratón. La secuencia de Birimian (así llamada por el río Birim), una mezcla de rocas volcánicas, sedimentarias y plutónicas, formadas hace entre 2200 y 2100 millones de años, y en menor grado metavolcánicas y metasedimentarias, con la mitad del suelo formado por granitos alcalinos, en Ghana, Guinea, Mali, Burkina Faso, Costa de Marfil y Liberia, contiene importantes yacimientos auríferos y diamantíferos.